# Негатоскоп

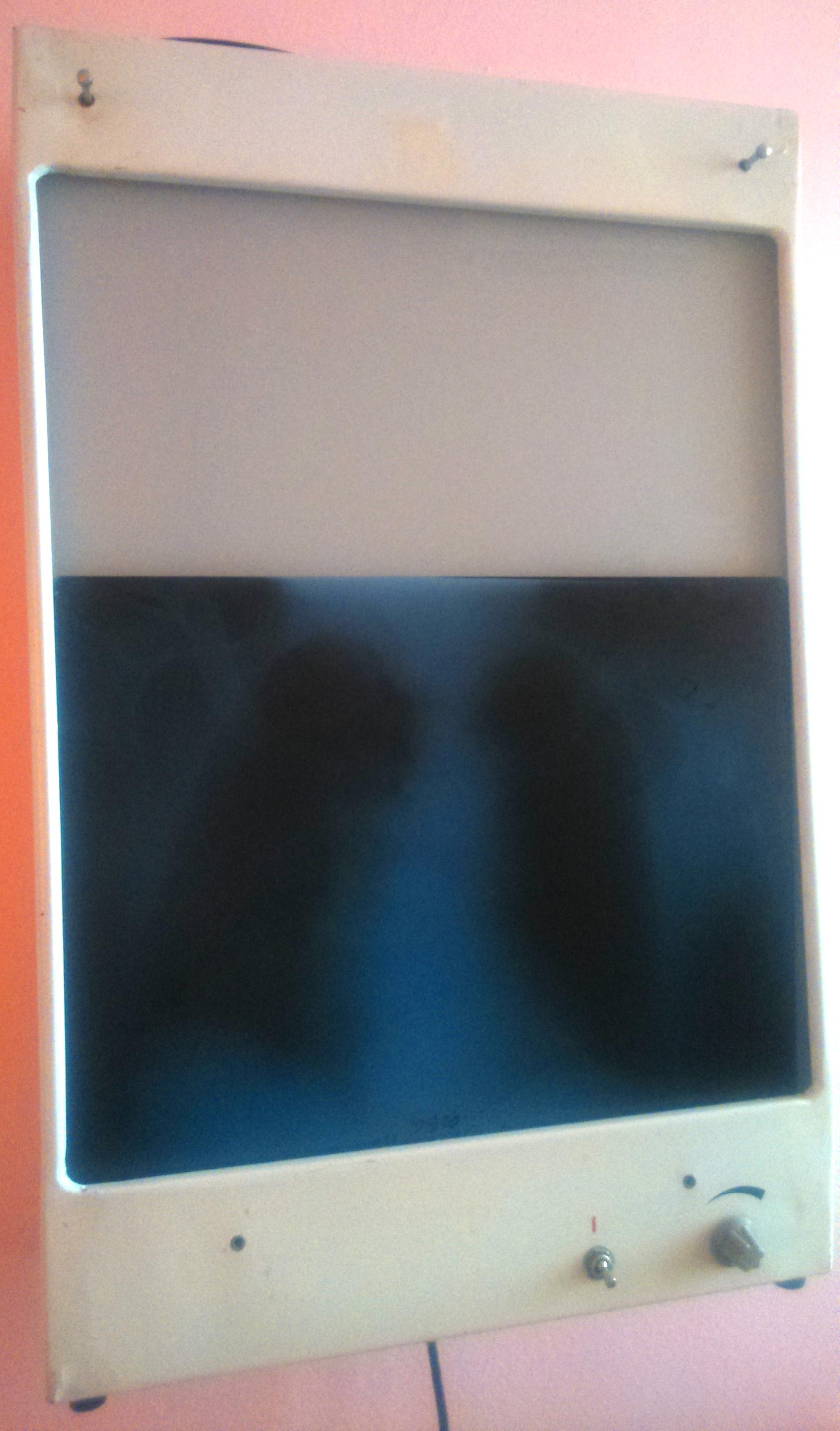
Однокадровий негатоскоп «Н-48»

Негатоскоп — це прилад для перегляду в прохідному світлі сухих та мокрих радіографічних знімків (рентгенограм, комп'ютерних та магнітно-резонансних томограм, тощо) у медицині та техніці. По будові є пристроєм з яскравим екраном, на який власне і накладаються радіографічні знімки. Негатоскоп є одним із видів лайтбоксів.
При достатній яскравості можна просвітити зображення з великою оптичною густиною.

## Будова
Основними скадовими є:
- Металічний чи пластмасовий корпус

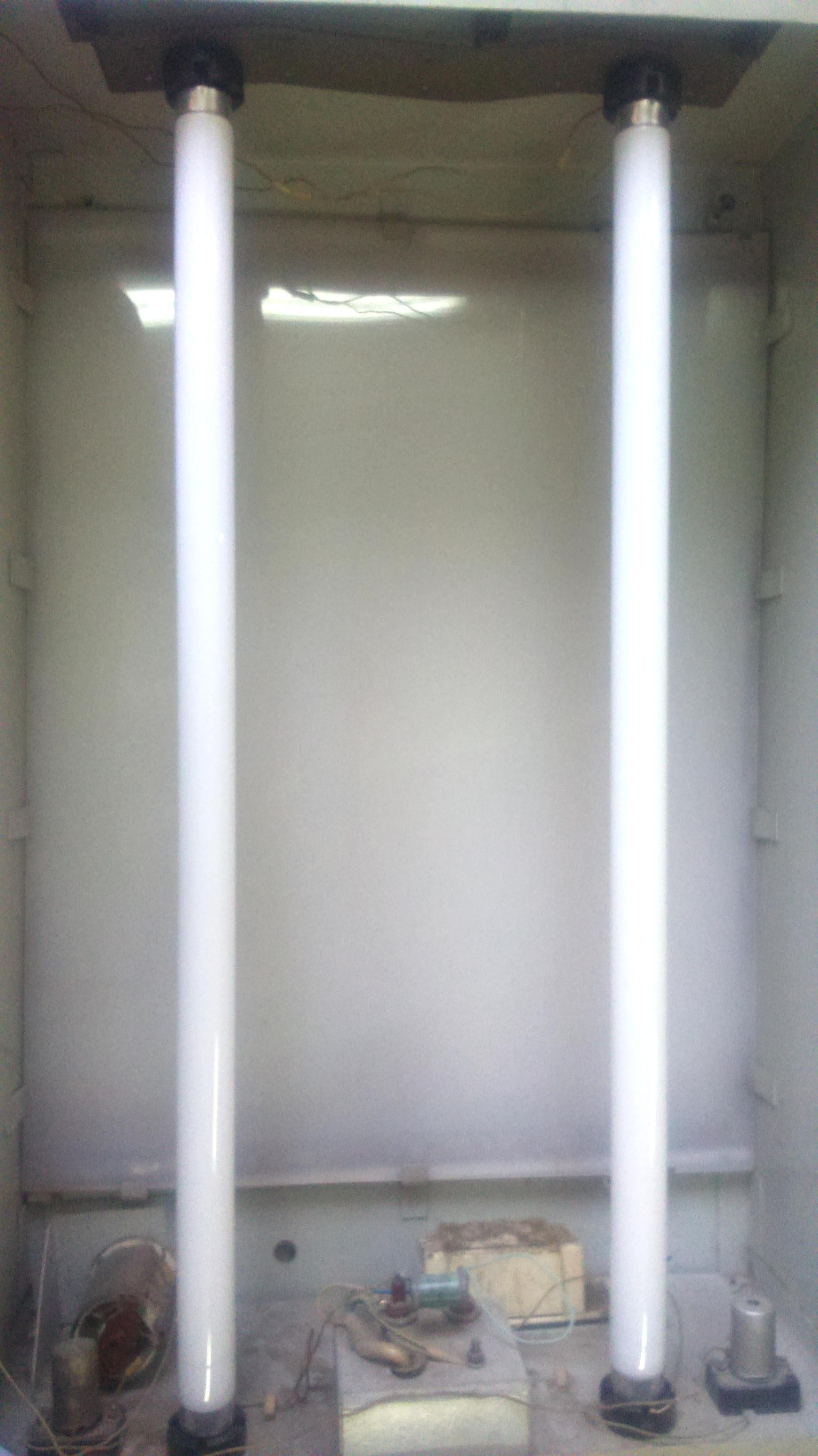
Будова негатоскопу Н-48, 1979 року.

- Екран (частіше з молочно-білого органічного скла, що добре розсіює світло)
- Люмінесцентна лампа або лампи
- Пускорегулююча апаратура та кріплення.

## Класифікація
Негатоскопи поділяються на:

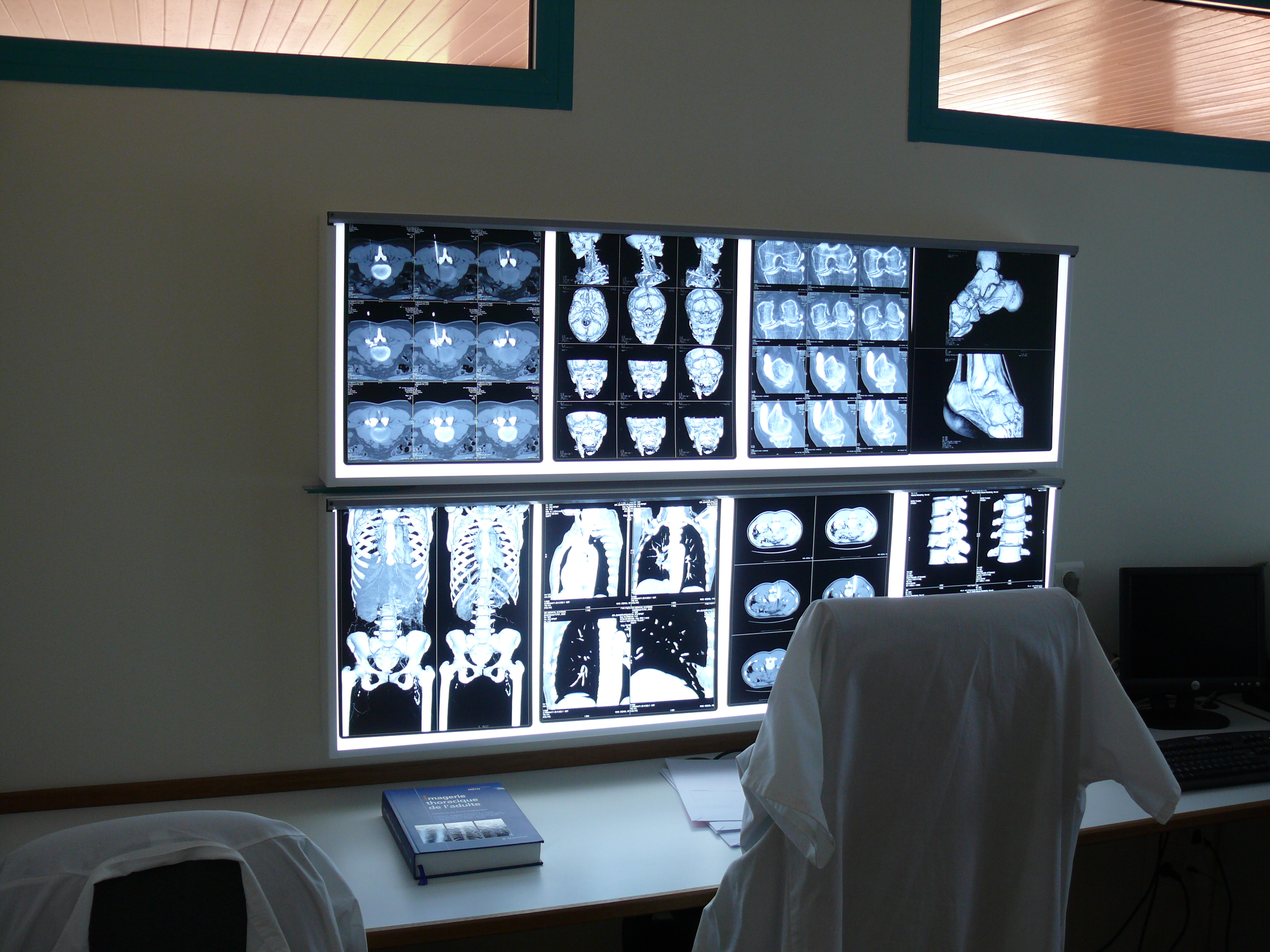
Два чотирикадрові негатоскопи.

- Стаціонарні (можливе розміщення як на горизонтальних, так і вертикальних поверхнях — настільні та настінні)
- Пересувні (частіше це світлові панелі)

Залежно від типа живлення:
- Від мережі
- Від вбудованої батареї

Залежно від кількості знімків для перегляду:
- Однокадрові
- Двохкадрові
- Трьохкадрові
- Чотирикадрові

Також вони відрізняються колірною температурою, наявністю/відсутністю регулювання яскравості світла та шторок для діафрагмування світлих поверхонь.
Самі сучасні негатоскопи виготовляються з використанням світлодіодних технологій на основі технологій торцевої підсвітки і світлопровідної матриці (світлодіодні панелі).